# Drei-Kräfte-Verfahren
Das Drei-Kräfte-Verfahren wird in der einfachen Statik angewendet, um bei zwei in Größe und Richtung bekannten Kräften die Größe und Richtung der dritten Kraft zu ermitteln. Das Drei-Kräfte-Verfahren ist ein zeichnerisches Verfahren.

## Beispiel
Das Drei-Kräfte-Verfahren kann zum Beispiel angewendet werden, um die Kräfte näherungsweise zu bestimmen, welche auf einen Leitungsmast (Lichterkettenmast etc.) wirken. Hierzu benötigt man zunächst eine Skizze (links oben) und einen  Lageplan (Rechts oben). Beim Lageplan wurde hier die „Vogelperspektive“ gewählt. Nun werden die Kräfte (rot) im korrekten Winkelverhältnis nach links unten übertragen und die resultierende Kraft (lila) ermittelt, indem man die Kräfte parallel verschiebt. Da in einem geschlossenen System stets gilt, dass die Summe aller Kräfte Null sein muss, entspricht in diesem Fall die resultierende Kraft der gesuchten Kraft, jedoch entgegengerichtet (grün). Bei der grünen Kraft handelt es sich allerdings um horizontale Komponente (nicht die schräge Kraft) als Reaktionskraft.